# Mirandea nutans
Mirandea nutans là một loài thực vật có hoa trong họ Ô rô. Loài này được (Nees) T.F. Daniel mô tả khoa học đầu tiên năm 2003.